# Qaşim Maqomedov
Qaşim Maqomedov  (también escrito como Gashim Magomedov; Majachkalá, 22 de septiembre de 1999) es un deportista azerbaiyano que compite en taekwondo.
Participó en los Juegos Olímpicos de París 2024, obteniendo una medalla de plata en la categoría de –58 kg.
En los Juegos Europeos de Cracovia 2023 consiguió una medalla de bronce en la categoría de –58 kg. Ganó una medalla de bronce en el Campeonato Europeo de Taekwondo de 2024, en la misma categoría.

## Palmarés internacional
| Juegos Olímpicos   | Juegos Olímpicos        | Juegos Olímpicos  | Juegos Olímpicos |
| Año                | Lugar                   | Medalla           | Categoría        |
| ------------------ | ----------------------- | ----------------- | ---------------- |
| 2024               | París (Francia)         | Medalla de plata  | –58 kg           |
| Juegos Europeos    |                         |                   |                  |
| Año                | Lugar                   | Medalla           | Categoría        |
| 2023               | Krynica-Zdrój (Polonia) | Medalla de bronce | –58 kg           |
| Campeonato Europeo |                         |                   |                  |
| Año                | Lugar                   | Medalla           | Categoría        |
| 2024               | Belgrado (Serbia)       | Medalla de bronce | –58 kg           |